# جوزيف ويكس
جوزيف ويكس (بالإنجليزية: Joseph Wicks)‏ هو قاضي ومحامي أمريكي، ولد في 19 سبتمبر 1896، وتوفي في 1984.